# Liste der denkmalgeschützten Objekte in St. Andrä im Lungau
Die Liste der denkmalgeschützten Objekte in St. Andrä im Lungau enthält die 5 denkmalgeschützten, unbeweglichen Objekte der Gemeinde St. Andrä im Lungau im Salzburger Bezirk Tamsweg.

## Denkmäler
| Foto |                 | Denkmal                                                                   | Standort                                           | Beschreibung | Metadaten |
| ---- | --------------- | ------------------------------------------------------------------------- | -------------------------------------------------- | --- | --- |
| ja   | Datei hochladen | Schüttkasten, sog. Gruber-Kasten HERIS-ID: 27834 Objekt-ID: 24378         | bei Lasa 54 Standort KG: St. Andrä                 | Der gemauerte Kornkasten mit bemalter Fassade und einer Nische samt Kruzifix ist in der Kartusche mit 1713 bezeichnet. | BDA-Hist.: Q37913818 Status: Bescheid Stand der BDA-Liste: 2025-06-30 Name: Schüttkasten, sog. Gruber-Kasten GstNr.: 1713 Gruber Kasten, St. Andrä-Lasa             |
| ja   | Datei hochladen | Bauernhaus, ehem. Schobergut, Martinshof HERIS-ID: 27836 Objekt-ID: 24380 | Lintsching 25 Standort KG: St. Andrä               | Das breitgelagerte Bauernhaus ist im Erdgeschoß gemauert und im Obergeschoß gezimmert. | BDA-Hist.: Q37913855 Status: Bescheid Stand der BDA-Liste: 2025-06-30 Name: Bauernhaus, ehem. Schobergut, Martinshof GstNr.: 2130 Martinshof, Sankt Andrä im Lungau |
| ja   | Datei hochladen | Kreuzbühel-, Kirchbichlkapelle HERIS-ID: 27819 Objekt-ID: 24363           | nordwestlich Lintsching 113 Standort KG: St. Andrä | | BDA-Hist.: Q37913780 Status: Bescheid Stand der BDA-Liste: 2025-06-30 Name: Kreuzbühel-, Kirchbichlkapelle GstNr.: 2082 Kreuzbühelkapelle, Sankt Andrä im Lungau    |
| ja   | Datei hochladen | Herrenhaus HERIS-ID: 27821 Objekt-ID: 24365seit 2012                      | St. Andrä 1 Standort KG: St. Andrä                 | Das Herrenhaus ist ein zweigeschoßiger, im Kern spätgotischer Bau mit Rundbogenportal und Eckquaderung. | BDA-Hist.: Q37913799 Status: Bescheid Stand der BDA-Liste: 2025-06-30 Name: Herrenhaus GstNr.: 1842 Former Herrenhaus, Sankt Andrä im Lungau                        |
| ja   | Datei hochladen | Kath. Filialkirche hl. Andreas HERIS-ID: 27818 Objekt-ID: 24362           | St. Andrä Standort KG: St. Andrä                   | Die Filialkirche im Norden des Ortes ist ein im Kern romanischer Bau mit gotischen Erweiterungen. Der gotische Chor wurde wohl in der ersten Hälfte des 15. Jahrhunderts an das Langhaus angebaut. Der Westturm ist in den unteren Mauern noch romanisch und wurde im Jahr 1682 erhöht. Der barocke Hochaltar entstand 1724, die Kanzel ebenfalls in der 1. Hälfte des 18. Jahrhunderts. | BDA-Hist.: Q37913765 Status: § 2a Stand der BDA-Liste: 2025-06-30 Name: Kath. Filialkirche hl. Andreas GstNr.: 1972 Filialkirche hl. Andreas, Sankt Andrä im Lungau |